# Filmová esej
Filmová esej je okrajový filmový žánr, který vychází z podobných nároků jako literární esej. Výlučnost filmové eseje je však dána možností využít osobité filmové výrazové prostředky. Ačkoliv je známo mnoho tvůrců filmových esejí, stále je problém s odborným uchopením významu tohoto pojmu.

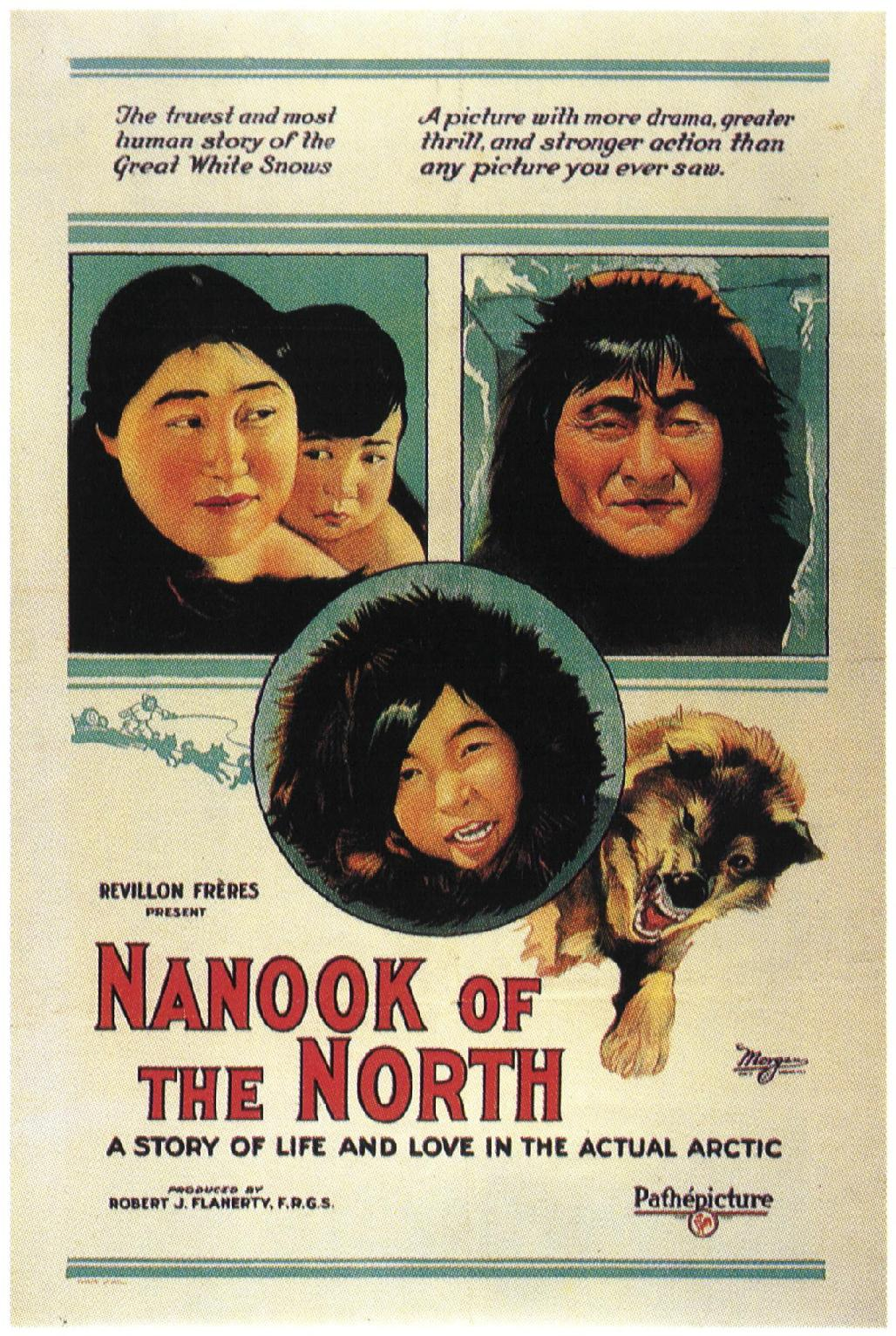
Film Nanuk - člověk primitivní od Roberta Flahertyho je považován za jednu z prvních filmových esejí

## Definice
U filmové eseje je problém s uchopením pojmu. Jedná se spíše o ideu, jak přistupovat k tvorbě, než o nějakou přesnou formu. Filmová esej tedy nevyžaduje nezbytná kritéria, na základě kterých by měla být jako filmová esej považována. Některé charakteristiky jsou jí však obecně vlastní. Filmová esej se snaží filmovými prostředky ztvárnit abstraktní myšlenky, často filozofického rázu. Náročné problémy se pak pokouší komplexně uchopit. Důležité je zde také pozice autora. Film je většinou kolektivním dílem, zde však musí být vše podřízeno autorovi (režisérovi) a jeho celistvé představě o výsledné podobě. Filmová esej je z tohoto pohledu autorským filmem.
Některé znaky charakteristické pro filmovou esej:
- má jednotnou perspektivu
- pokouší se o vypracování smysluplného pojednání o problému
- poskytuje silné osobní hledisko
- je dobře zpracovaná a zajímavá
- nebrání se fantazii, iracionalitě a rozporuplnosti
- používá metodu filmové montáže
- je jí blízký dokumentaristický styl

## Autoři filmových esejí
Ve filmové produkci se jedná spíše o okrajový žánr, přesto není problém jmenovat některé filmové eseje, které jsou obecně známé nebo jsou natočeny známým tvůrcem. Ze současných filmů jsou to například Fahrenheit 9/11 (2004) Michaela Moorea nebo Socialismus (2010) Jeana-Luca Godarda. Z dřívějších esejů je možno zmínit slavný Řím (1972) Federica Felliniho nebo Muže s kinoaparátem (1929) Dzigy Vertova. Fenoménem žánru je Artavazd Pelešjan, jehož tvorba je na filmový esej cíleně zaměřená. Slavná je také trilogie filmových esejů Koyaanisqatsi (1983), Powaqqatsi (1988) a Naqoyqatsi (2002) režiséra Godfreye Reggia. Nejznámějším představitelem české filmové eseje je pravděpodobně film Moravská Hellas (1964) Karla Vachka.

## Vymezení filmové eseje podle Richtera
První pokus o definování žánru filmové eseje se nachází v komentáři Der Filmessay: eine neue Form des Dokumentarfilms z roku 1940 od experimentálního režiséra Hanse Richtera, který novému žánru přikládá možnost zobrazit na plátně neviditelný svět myšlenek, což umožňuje jak intelektuální, tak citovou účast diváků. Filmová esej se podle Richterova názoru vyvinula z dokumentárního filmu, ale na rozdíl od něj přesahuje důraz na vztah k realitě, faktičnosti a prezentování informací. Esej
se soustředí na komplexnost myšlení, nebrání se fantazii, iracionalitě a rozporuplnosti. Richter neuznává „pohlednicový“ styl dokumentarismu, který nám předkládá falešný odraz reality. V této souvislosti zmiňuje režiséra Roberta Flahertyho, jehož snímky Nanuk – člověk primitivní (1922) a Muž z Aranu (1934) se z tohoto „pohlednicového“ hlediska vymaňují a nabízejí nám kromě
líbivých obrázků také teoretický obsah (v tomto případě ukázání údělu lidského boje s drsnou přírodou).
Filmové eseje se mohou stejně jako v literatuře zabývat náročnými tématy, které mají možnost převést do obecně srozumitelné formy. Richter své tvrzení uvádí na názorných příkladech. Zatímco konvenční dokumentární filmy například o krajině, zvycích lidí, zimních sportech nebo letní turistice dovedou téma snadno uchopit prostřednictvím přesného vykreslení a chronologické souslednosti, pro složitá témata, jakým je například fungování burzy, je taková metoda nedostačující. Burza není stroj a ani nemá žádný konkrétní dějový sled. Funkce burzy odkazuje na mnoho dalších vzájemně propojených složek (potřeby veřejnosti, nabídka, poptávka…). Esejista musí vyložit především celkovou ideu věci. Může k tomu však použít bohatší škálu výrazových prostředků než v čistě dokumentárním filmu.

## Caméra-stylo
Příchod nové podoby kinematografie později hlásal francouzský režisér a především teoretik Alexandre Astruc, který přišel v roce 1948 s autorskou teorií „kamera-pero“ (caméra-stylo). Podle jeho názoru se z kinematografie stává jazyk, který se vymaní z nadvlády obrazu. Jazykem myslím formu, která umělci umožní vyjádřit jeho myšlenky, jakkoliv mohou být abstraktní, nebo
která přeloží jeho utkvělé představy přesně tak, jak to dělá současný román nebo esej. A to je právě ten důvod, proč bych chtěl nazvat nový věk kinematografie věkem caméra-stylo.
Nejen že podle Astruca kinematografie dokáže uchopit jakýkoliv předmět nebo žánr, ale dokonce pouze ona může ospravedlnit současné myšlenky a životní filozofii. „Descartes dneška by byl již zavřený v ložnici s 16mm kamerou a filmem, na který by psal svou filozofii.“ Astruc podotýká, že nemá na mysli ilustrování obrazem, prostřednictvím kterého chtěl například Sergej Ejzenštejn převést na plátno Kapitál Karla Marxe, ale že mu jde výhradně o
vepsání myšlenek rovnou do filmu. Hledání způsobu, jak se tohoto úkolu zhostit, je základním problémem kinematografie.

## Vymezení filmové eseje podle Phillipa Lopate
Astrucův termín „caméra-stylo“ vnímá Phillip Lopate v úvodu svého eseje In Search of Centaur: The Essay-Film za utopistický s poukazem na to, že kamera jednoduše není perem. Filmový esej je žánrem, který sotva existuje – možná právě z důvodu, že je těžké použít esejistický způsob myšlení ve filmové formě.
Lopate se posléze snaží v několika bodech definovat vlastnosti, které má filmová esej naplňovat:
- obsahuje slova (ať už v podobě textu, mluvené řeči, titulků nebo mezititulků)
- má jednotnou perspektivu
- pokouší se o vypracování smysluplného pojednání o problému
- poskytuje silné osobní hledisko
- je dobře zpracovaný a zajímavý.

Stojí za pozornost, že Lopate ve svých pěti kritériích nebere v potaz zacházení s obrazem. Status eseje nepřikládá žádnému filmu němé éry. V této souvislosti například zmiňuje film Tři písně o Leninovi od Dzigy Vertova, který podle něj má spíše charakter jakési hudební skladby než eseje.

## Montáž jako metoda filmové eseje
Metodu montáže vnímá Olga Sommerová ve své diplomové práci Filmový esej jako nejtypičtější a filmovému eseji nejvlastnější výrazový prostředek. Jako příklad střihového filmu založenému na montáži uvádí Pád dynastie Romanovců režisérky Esfir Šubové, která dokázala použít filmové záběry v souvislostech, které jim vtiskly nový obsah. Dále Sommerová zmiňuje režiséra Dzigu Vertova. Jeho osobité pojetí montáže spočívá v tvorbě nové skutečnosti díky osobitému použití dokumentárního materiálu. Montáž tedy
umožňuje filmové eseji spojovat jeho příznačnou zlomkovitost a vytvářet nové významy.
Filmový režisér Sergej Ejzenštejn spatřoval v samotných obrazech, a především v jejich střetu, velký potenciál. Jeho názory vychází z Marxovy dialektiky, na jejímž základu vypracoval koncept intelektuální montáže. Dvě protikladné teze podle něj vytvářejí novou syntezi. Stejně tak to u Ejzenštejna platí i u střetu protikladných záběrů. Podle Ejzenštejna může kolizní montáž tvořit abstraktní myšlenky, ne jen vyprávět.